# Institut d’études politiques de Paris
Das Institut d’études politiques de Paris (IEP de Paris) (deutsch Institut für politische Studien Paris), gewöhnlich Sciences Po genannt, ist ein Grand établissement mit Hauptsitz im 7. Arrondissement von Paris. Zusammen mit dem Collège de France oder der École des hautes études en sciences sociales (EHESS) genießt das Institut durch seinen verwaltungsrechtlichen Status das höchste wissenschaftliche Prestige aller Hochschuleinrichtungen Frankreichs.
Im QS World University Ranking by Subject liegt Sciences Po seit 2015 durchgehend weltweit unter den besten 5 Universitäten und belegte für das Jahr 2024 den 2. Platz im Bereich Politikwissenschaften und Internationale Studien. Die Hochschule rangiert damit direkt hinter der Harvard University und vor anderen Elitehochschulen wie der University of Cambridge in England oder der Yale University in den Vereinigten Staaten. Sciences Po nimmt weniger als 10 Prozent aller Bewerber im Parcoursup-Standardbewerbungsweg auf.
Zu den Alumni der Sciences Po Paris zählen sechs der bisher acht Staatspräsidenten der Fünften Republik (Emmanuel Macron, François Hollande, Nicolas Sarkozy, Jacques Chirac, François Mitterrand und Georges Pompidou), zahlreiche internationale Staats- und Regierungschefs sowie Führungspersönlichkeiten bei den Vereinten Nationen, der Welthandelsorganisation (WTO), dem Internationalen Währungsfonds (IMF) und dem Europäischen Parlament. Im Jahr 2023 wurde Angela Merkel die Ehrendoktorwürde verliehen.

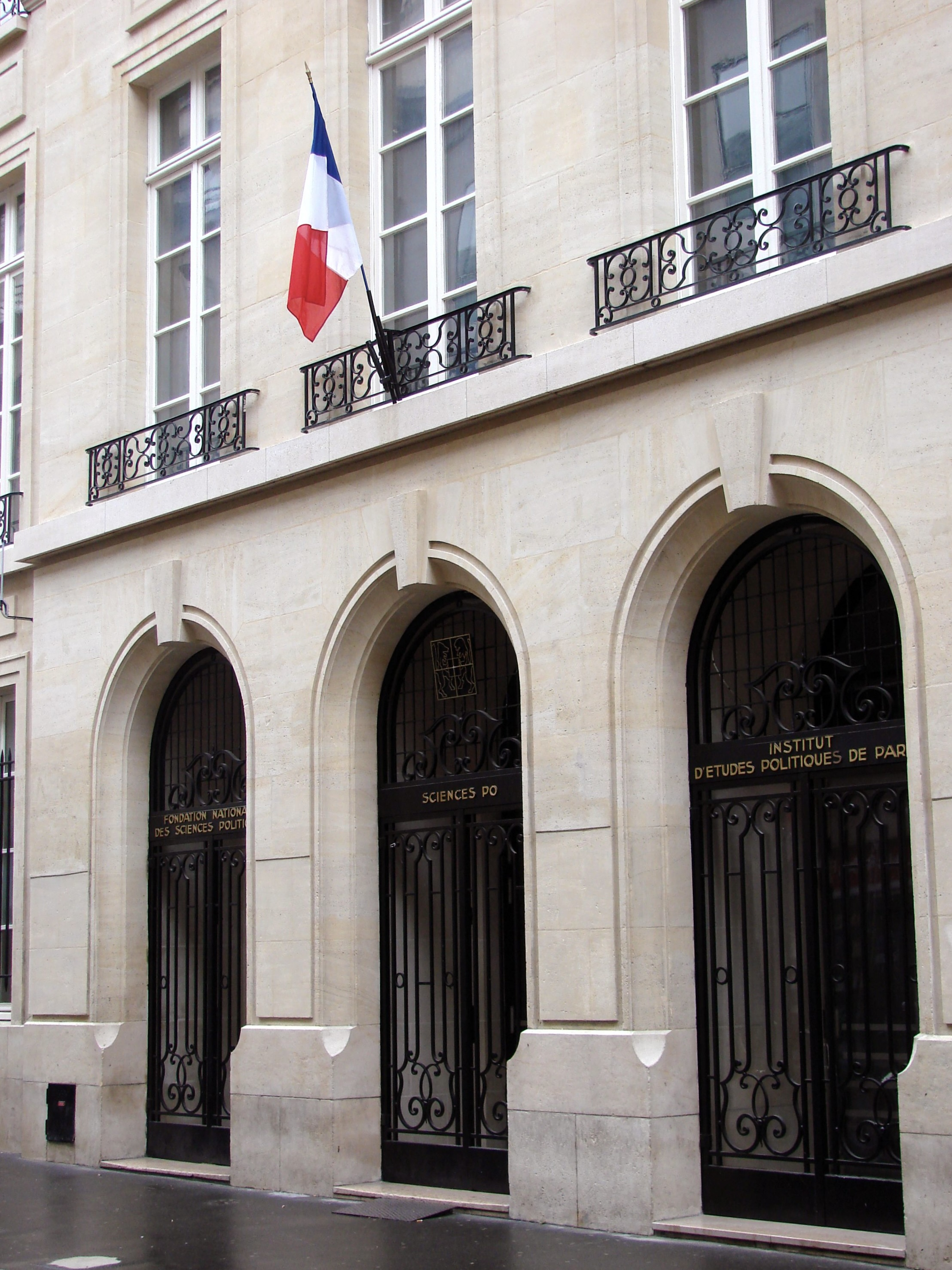
Haupteingang in der 27, rue Saint-Guillaume

Die von Émile Boutmy 1872 gegründete Privathochschule École libre des sciences politiques wurde 1945 verstaatlicht und in das Institut d’études politiques de Paris (IEP) und die Fondation nationale des sciences politiques (FNSP) aufgeteilt. Das neu gegründete Institut bereitete nach dem Zweiten Weltkrieg und bis in die 1990er Jahre hinein hauptsächlich auf die concours (Aufnahmeprüfungen) für die wichtigsten Verwaltungshochschulen Frankreichs vor, insbesondere die École nationale d’administration (ENA).
Vor allem durch die unter dem mittlerweile verstorbenen Direktor Richard Descoings eingeleiteten Reformen ist der akademische Fokus heute wesentlich breiter und umfasst nicht nur Politikwissenschaften, sondern zum Beispiel auch Jura, Wirtschaftswissenschaften, Finanzwissenschaft, Marketing, Kommunikation, Urbanismus/Stadtplanung, Management oder Journalismus. Entsprechend wenden sich heute über zwei Drittel der Absolventen nach ihrem Abschluss der Privatwirtschaft zu. Tatsächlich waren auch die meisten Mitglieder der Wirtschaftseliten Frankreichs, also z. B. die Vorstandsvorsitzenden der großen Unternehmen, zumindest für einige Jahre an Sciences Po, da ein Abschluss an der Sciences Po in Frankreich oft als Eintrittskarte für weiterführende Eliteschulen galt. Heute ist das Studium am Pariser IEP gegliedert in ein multidisziplinäres Bachelorstudium und ein konsekutives Masterstudium.

## Status im Hochschulsystem Frankreichs
Sciences Po wird zu den sogenannten Grandes écoles Frankreichs gezählt, bei denen die Studienaufnahme hochselektiv ist und der gesellschaftliche Status des Abschlusses über dem der meisten anderen Universitäten liegt. Sciences Po hat darüber hinaus den Status eines Grand établissement. Es handelt sich dabei um einen administrativen Status, den nur wenige Einrichtungen zugesprochen bekommen. Dadurch hat Sciences Po eine relativ hohe Autonomie vom französischen Bildungsministerium und kann z. B. unabhängig über die Erhebung der Studiengebühren entscheiden. Allgemein zählt es zusammen mit der naturwissenschaftlichen École polytechnique, der Verwaltungsakademie ENA und der Wirtschaftshochschule HEC zu den besten und renommiertesten Hochschulen in Frankreich.

## Internationales
Sciences Po gilt als besonders international ausgerichtet. 35 % der Bachelor-Studenten kommen aus dem Ausland. Besonders zu dieser Entwicklung beigetragen hat die Einrichtung der sogenannten campus internationaux außerhalb von Paris. Diese haben ihr akademisches Programm auf ein anderes Land oder eine andere Region ausgerichtet und bieten auch Kurse in den entsprechenden Sprachen an, so dass vor allem ausländische Studenten von diesen Programmen angezogen werden. An diesen Campus kann allerdings nur das Bachelorstudium absolviert werden; das Masterstudium findet in Paris statt.
Weltweit hat das IEP mehr als 478 Partneruniversitäten, darunter Harvard, Princeton oder Yale in den Vereinigten Staaten und Cambridge, Oxford oder die London School of Economics and Political Science im Vereinigten Königreich Großbritannien, an denen die Studenten ihr 5. und 6. Semester im Bachelorstudium verbringen. Mit einer Reihe von angesehenen Hochschulen weltweit werden zudem Doppelabschluss-Programme angeboten. Sciences Po ist Mitglied im Global Public Policy Network (GPPN), dem auch die Columbia University New York, das King’s College London, die LSE, die Hertie School of Governance in Berlin und die Lee Kuan Yew School of Public Policy der National University of Singapore (NUS) angehören.

## Rankings
Laut dem QS World University Rankings belegte Sciences Po in den Jahren 2020, 2021 und 2024 weltweit den zweiten Platz im Fach Politik bzw. Internationale Studien. Damit liegt die Universität im internationalen Ranking u. a. vor der Princeton University, der University of Cambridge, der Stanford University, der Yale University und gleichauf mit der University of Oxford.
2024 belegte Sciences Po weltweit zudem den 12. Platz im Fach Social Policy and Administration, den 27. Platz in Soziologie, den 64. Platz in Rechtswissenschaften und den 96. Platz im Gebiet der Wirtschaftswissenschaften.
Im 2025 QS World University Ranking, Kategorie 'Employment Outcome' belegte das IEP de Paris den 1. Platz in der Europäischen Union und den 30. Platz im weltweiten Vergleich.

## Geschichte
Das IEP de Paris gründet sich historisch auf der École libre des sciences politiques, eine 1872 von Émile Boutmy gegründete private Hochschuleinrichtung, die bereits damals den Spitznamen 'Sciences Po' trug. Nach der Niederlage im Deutsch-Französischen Krieg (1870/71) sollte die neue Einrichtung nach dem Willen Boutmys eine bessere Ausbildung der politischen und administrativen Elite des Landes gewährleisten. Am 9. Oktober 1945 wurde die Einrichtung auf Druck des PCF gemäß der Ordonnance n° 45-2283 verstaatlicht und zu einer öffentlichen Hochschule. Der neu geschaffenen Fondation nationale des sciences politiques (FNSP) wurde das Erbe der École libre des sciences politiques und die Aufgabe, den Betrieb des IEP finanziell und administrativ sicherzustellen, übertragen. Gemeinsam bilden das IEP und die FNSP die heute als 'Sciences Po' bezeichnete Entität.
Bis zu ihrem Umzug nach Straßburg vor einigen Jahren befand sich die Verwaltungseliteschule ENA direkt neben dem Gebäude von Sciences Po, beide Schulen waren nur durch einen Garten getrennt. „Über den Garten gehen“ („traverser le jardin“) sagte man damals, wenn man es geschafft hatte, nach einem Sciences-Po-Abschluss an der ENA aufgenommen zu werden. Noch heute sind ein Großteil der ENA-Studenten Absolventen von Sciences Po. Nach dem Umzug wurden die ehemaligen Gebäude der ENA von Sciences Po übernommen.

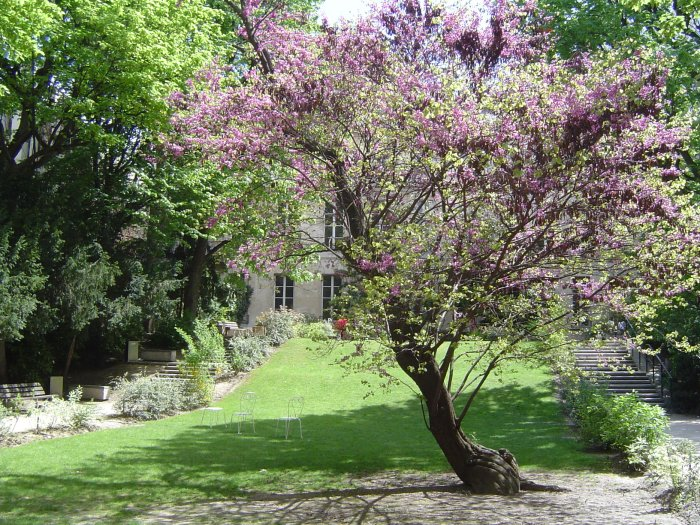
Blick in den Garten

Nachdem Richard Descoings im Jahre 1996 Direktor wurde, kam es zu zahlreichen Reformen. Es kam vor allem zu einer enormen Internationalisierung der einst so französischen Hochschule, die heute fast 40 Prozent ausländische Studenten zählt. Das Studium wurde im Rahmen des Bolognaprozesses auf 5 Jahre verlängert (und endet mit einem Masterabschluss), ein Auslandsjahr wurde eingeführt und ein großer Anteil des Unterrichts findet auf Englisch statt. Seit 2010 ist der Erwerb des Bachelor nach drei Jahren Studium möglich. Außerdem wurden neben dem Hauptcampus in Paris weitere Collèges universitaires (ehemals premiers cycles délocalisés) in Nancy, Poitiers, Menton, Le Havre, Dijon und Reims gegründet, an denen man zwei der drei Jahre des Bachelorstudiums absolvieren kann.
Sciences Po erfreut sich steigender Popularität, so verdoppelten sich in den letzten 10 Jahren die Bewerberzahlen und Studentenzahlen.
2001 wurde Schülern aus sozial benachteiligten Wohngegenden die Aufnahme in Sciences Po erleichtert, was in Frankreich zu heftigen Kontroversen in Politik und Gesellschaft führte.

### Kontroversen
Dem Institut wird immer wieder ein exklusiver Elitismus vorgeworfen, welcher zu einem geschlossenen und abgeschotteten Elitensystem in Frankreich beiträgt. Auch die Schwierigkeiten ethnischer Minderheiten, Zugang zum Institut zu gewinnen, wurden angeprangert und die Institution der „Schaffung einer selbst reproduzierenden, hauptsächlich weißen Elite“ bezichtigt.
Im Jahr 2021, sind die Themen Sexismus und sexuelle Gewalt in den Mittelpunkt der Kritik an der Institution getreten. Der Politikwissenschaftler Olivier Duhamel, der auch dem Stiftungsrat des IEP vorsaß, musste zurücktreten, nachdem ihm Missbrauch an seinem Stiefsohn vorgeworfen wurde. Nachdem der Präsident der Institution, Frédéric Mion, zunächst beteuerte, dass er von dem Vorgang schockiert sei, stellte sich später heraus, dass er bereits seit Jahren von den Vorwürfen wusste. Daraufhin musste Mion schließlich ebenfalls von seiner Position zurücktreten.
Kurze Zeit später entwickelte sich unter dem Hashtag „sciencesporcs“ eine weitere Kontroverse um sexuelle Gewalt an dem Institut sowie an den IEP de province, welche vom IEP de Paris unabhängig sind. Unter dem Hashtag berichteten dutzende Betroffene von sexueller Gewalt, Sexismus und Vergewaltigungen im Zusammenhang mit den IEP. In diesem Zusammenhang wurde von französischen Medien der Vorwurf erhoben, es gebe an den IEP eine „Vergewaltigungskultur“ (cultur de viol).
Auch 2023 kam es erneut zu einem Skandal um Vorwürfe geschlechtsbasierter Gewalt im Zusammenhang mit der Institution. So wurde Mathias Vicherat, der Frédéric Mion als Präsident der Institution nachgefolgt war, kurzzeitig unter dem Vorwurf von partnerschaftlicher Gewalt von der Polizei festgenommen. Daraufhin forderte die Studierendenvertretung seinen Rücktritt und blockierte das SciencesPo-Hauptgebäude. Dabei wurde ein „persistent climate of impunity“ („anhaltendes Klima der Straflosigkeit“) an der Universität kritisiert.

### Zum Begriff ‚Sciences Po‘
Die Bezeichnung Sciences Po ist an sich ein Akronym für sciences politiques (französisch für ‚Politikwissenschaften‘) und meint im heutigen Sprachgebrauch auch andere universitäre Einrichtungen, die allerdings nicht ausschließlich politikwissenschaftliche Studiengänge anbieten.
Sciences Po bezeichnet insgesamt die Entität, die 1945 die Nachfolge der 1872 gegründeten École libre des sciences politiques antrat und heute aus folgenden Einrichtungen besteht:
- Das IEP Paris tritt heute grundsätzlich unter dem Label Sciences Po auf und beansprucht diese Bezeichnung nur für sich selbst.[19] Es wehrt sich gegen eine Inanspruchnahme durch die anderen IEPs in Frankreich. Mit Einführung des neuen Logos 2007 hat das IEP Paris SciencesPo. (zusammengeschrieben und mit Punkt am Ende; diese Schreibweise wird nur für das Logo, nicht im Fließtext verwendet) als Marke eintragen lassen.[20] 2015 wurde ein neues Logo ohne Punkt vorgestellt.
- Die Fondation nationale des sciences politiques (FNSP) ist eine private Stiftung, die das IEP Paris betreibt. Die FNSP umfasst dabei auch die Bibliothek von Sciences Po, die Presses de Sciences Po und eine Reihe von Forschungszentren.

### IEP de province
Nach dem Vorbild des Institut d’études politiques de Paris wurden in der Nachkriegszeit weitere Instituts d’études politiques in ganz Frankreich gegründet. Einige von diesen haben in Anlehnung an die Reform des Studiums am IEP Paris die ursprünglich dreijährige Studienzeit ebenfalls auf fünf Jahre verlängert. Im Gegensatz zum IEP de Paris, welches eine unabhängige, von der Fondation Nationale des Sciences Politiques geleitete Hochschule ist, sind die „IEP de province“ in die örtlichen Universitäten eingegliedert und somit kein grand établissement.
IEP de province bestehen in Lille, Straßburg, Lyon, Aix-en-Provence, Toulouse, Grenoble, Rennes, Saint-Germain-en-Laye und Bordeaux. Einige nennen sich wie das IEP de Paris „Sciences Po“ (z. B. Sciences Po Bordeaux).
Anders als die IEP de province sind die Campus in Nancy, Dijon, Poitiers, Menton, Le Havre und Reims vollwertige Bestandteile des Institut d’études politiques de Paris.
Daneben verwendet man umgangssprachlich das Wort ‚Sciences Po‘ auch allgemein für politikwissenschaftliche Hochschulen im französischsprachigen Raum, wie das Institut d’études politiques in Algier oder das Institut des sciences politiques der Université Saint-Joseph in Beirut.

## Studium

### Aufnahme
Alle Bewerber des Sciences Po Undergraduate College – ob französisch oder international – werden auf die gleiche Weise und nach identischen Kriterien bewertet. Die vier Bewertungskriterien gliedern sich wie folgt: Leistung bei der französischen Abiturprüfung oder einem ausländischen Äquivalent (z. B. Abitur oder Matura), die Leistungen des Kandidaten in den letzten drei Schuljahren, sieben Essays und ein Interview.
Die Bewerbung des Kandidaten setzt sich aus den drei erstgenannten Kategorien zusammen. Jede Bewertungskategorie wird mit einer Note von 0 bis 20 bewertet und anschließend zu einer Punktzahl von maximal 60 zusammengezählt. Um zum nächsten Auswahlschritt zu gelangen, müssen die Kandidaten eine Punktzahl erreichen, die mindestens einer von der Zulassungsjury nach Prüfung der Ergebnisse und unter Berücksichtigung der Qualität der Bewerbungen offiziell festgelegten Mindestpunktzahl entspricht.
Kandidaten, die die erforderliche Note erreicht haben, werden zu einem Interview eingeladen, das die vierte und letzte Bewertungskategorie für die Zulassung darstellt. Nach dem ebenfalls mit maximal 20 Punkten bewerteten Interview addiert die Jury die 4 Kategorien zu einer endgültigen Zulassungsnote von maximal 80 Punkten. Die Kandidaten müssen die jährlich festgelegte Mindest-Zulassungsnote erreichen oder übertreffen, um schließlich aufgenommen zu werden.

### Bachelorstudium
Das Grundstudium umfasst an allen Standorten einen gemeinsamen Kern aus Fächern wie Rechtswissenschaft, Wirtschaftswissenschaft, Geschichte, Politikwissenschaft, Geisteswissenschaften und Soziologie. Auch müssen die Studenten Mathematik und Statistikkurse belegen. Ab dem zweiten Jahr können die Studenten aus drei Hauptfächern einen Schwerpunkt wählen. Zur Auswahl stehen: Economy & Society, Political Humanities sowie Politics & Government. Zudem werden an den regionalen Campus spezifische Kurse zu den jeweiligen Schwerpunktregionen angeboten. Besonderen Wert wird dabei auf eine qualitativ hochwertige sprachliche Ausbildung gelegt. Der Unterricht und die Vorlesungen finden in drei Sprachen statt (Französisch, Englisch und einer dritten Sprache je nach Länderschwerpunkt des Campus). Sprachkurse in mindestens zwei Fremdsprachen sind obligatorisch, eine dritte Fremdsprache kann bei guten Studienleistungen oftmals auch gewählt werden. Dabei stehen folgende Regionen im Fokus:
- Europa: Schwerpunkt deutsch-französische Beziehungen auf dem Campus in Nancy
- Europa: Schwerpunkt Mittel- und Osteuropa auf dem Campus in Dijon
- Asien und Pazifik auf dem Campus in Le Havre
- Mittlerer Osten und Mediterraneum auf dem Campus in Menton
- Lateinamerika und Karibik auf dem Campus in Poitiers
- Nordamerika oder Afrika auf dem Campus in Reims

Auf dem Pariser Campus wird ein allgemeines Programm ohne regionale Schwerpunktsetzung angeboten.

#### Drittes Jahr im Ausland
Das Bachelorstudium dauert drei Jahre, wobei das dritte Jahr obligatorisch außerhalb Frankreichs verbracht werden muss. Es stehen für einen Studienaufenthalt mehr als 480 Partneruniversitäten zur Verfügung, darunter die renommiertesten Universitäten der Welt wie u. a. die Harvard University, die Princeton University, die Yale University, die Stanford University, die University of Chicago, die University of Pennsylvania, die Columbia University oder die University of Berkeley in den Vereinigten Staaten, die London School of Economics (LSE), die University of Cambridge, die University of Oxford, oder das King’s College London im Vereinigten Königreich, die National University of Singapore, die Peking University, die University of Hong Kong oder die Tsinghua University in Asien und die Universität St. Gallen, die Università Commerciale Luigi Bocconi in Mailand, die Universität Maastricht, die Universität Mannheim, die Freie Universität Berlin, die Ludwig-Maximilians-Universität München, oder das Trinity College Dublin in Europa.

#### Doppelte Bachelorabschlüsse
Sciences Po bietet acht-semestrige Bachelor-Studiengänge in Zusammenarbeit mit führenden internationalen und französischen Universitäten an. Die ersten beiden Jahre werden an der Sciences Po verbracht, die letzten beiden an einer der Partnerhochschulen. Die Studenten machen ihren Abschluss an beiden Institutionen, was den Zugang zu Masterstudiengängen auf der ganzen Welt ermöglicht.

### Masterstudium
Während des anschließenden viersemestrigen Masterstudiums spezialisieren sich die Studenten auf einen Fachbereich. Folgende Masterprogramme werden an 7 Schulen angeboten:

#### Sciences Po School of Public Affairs
- Master in Public Policy
- Master in European Affairs

#### Sciences Po School of International Affairs
- Master in International Security
- Master in International Governance and Diplomacy
- Master in International Economic Policy
- Master in International Development
- Master in Human Rights and Humanitarian Action
- Master in Environmental Policy
- Master in International Energy
- Joint Master in Journalism and International Affairs

#### Sciences Po Law School
- Master in Economic Law
- Master droit économique (fr.)
- Master carrières judiciaires et juridiques (fr.)
- Joint Master of Law and Finance

#### Sciences Po Urban School
- Master in Regional and Urban Strategy
- Master in Governing the Large Metropolis
- Master Governing Ecological Transitions in European Cities
- Urban Planning Programme

#### Sciences Po School of Management and Innovation
- Master in International Management and Sustainability
- Master in Finance and Strategy
- Master in Organisational Behaviour and Human Resources
- Master in Innovation & Digital Transformation
- Master in Communications, Media and Creative Industries
- Master Communication, médias et industries créatives (fr.)
- Master in Marketing: New Luxury & Art de Vivre
- Master in Marketing and Society
- Joint Master of Law and Finance

#### Sciences Po School of Journalism
- Master in Journalism (fr.)
- Joint master in Journalism and International Affairs

#### Sciences Po School of Research
- Master's in Economics
- Master's in History
- Master's in Political Science
- Master's in Sociology

#### Doppelte Masterabschlüsse
Neben den oben genannten Mastern bietet Sciences Po zahlreiche doppelte Masterabschlüsse in Zusammenarbeit mit renommierten Universitäten weltweit an. Dabei wird in der Regel ein Teil des Masterprogramms in Paris verbracht, der andere an der Partneruniversität. Nach Abschluss des Programms erhalten die Studenten dann sowohl von Sciences Po als auch von der Partnerinstitution einen Masterabschluss.

### Lehrkörper
Lehrveranstaltungen werden von einem Lehrkörper mit über 4000 Mitgliedern gehalten, häufig auch von berufstätigen Professionellen (und nicht von Akademikern, daher auch die häufig sehr praxisnahen Lehrmethoden wie mündliche Präsentationen, viele kleinere kurze Arbeiten, Präsentationen, Zusammenfassungen, Rezensionen etc.). In jüngeren Jahren zählten zu den Dozenten und Gastdozenten auch zahlreiche bekannte Persönlichkeiten aus Politik und Wirtschaft. So lehrten bzw. lehren unter anderem die ehemaligen französischen Premierminister Jean-Pierre Raffarin und Dominique de Villepin, der ehemalige WTO-Generaldirektor Pascal Lamy, der Wirtschaftsnobelpreisträger Joseph Stiglitz, der ehemalige Europaabgeordnete Jean-Louis Bourlanges, der ehemalige libanesische Kulturminister Ghassan Salamé, der ehemalige sozialistische Wirtschafts- und Finanzminister und frühere Chef des Internationalen Währungsfonds (IWF) Dominique Strauss-Kahn sowie Dmytro Kuleba, der ehemalige Außenminister der Ukraine.
Siehe: Kategorie:Hochschullehrer (Institut d’études politiques)

### Vortragsveranstaltungen (Conférences)
Besondere Aufmerksamkeit verdienen die regelmäßig für Sciences Po-Studenten kostenlos zugänglichen Vortragsveranstaltungen am Hauptcampus in Paris. Spitzen aus Politik und Gesellschaft halten hier regelmäßig Vorträge und Diskussionen mit den Studenten. Häufig besuchen die offiziell zu Staatsbesuchen in Frankreich weilenden Politiker Sciences Po. Sciences Po ist auch die einzige Hochschule in Frankreich, an die alle Präsidentschaftskandidaten zu Diskussionsforen mit den Studenten kamen.

## Forschung
An der School of Research der Sciences Po werden rund 350 Ph.D.-Kandidaten betreut.

### Forschungszentren
Das Institut d’études politiques de Paris verfügt über folgende elf Forschungseinrichtungen:
- Le Centre de données socio-politiques - CDSP
- Le Centre d'études européennes et de politique comparée - CEE
- Le Centre de recherches internationales - CERI
- Le Centre de recherches politiques - CEVIPOF
- Le Centre d'histoire
- Le Centre de sociologie des organisations - CSO
- The Department of Economics
- Le centre de recherche de l'École de droit
- Le médialab
- L’Observatoire sociologique du changement - OSC
- L'Observatoire français des conjonctures économiques (OFCE)

### Bibliothek
Die Bibliothek von Sciences Po ist das größte universitäre Zentrum für zeitgenössische Dokumentation in Geistes- und Sozialwissenschaften Kontinentaleuropas. Sie beherbergt auf 25 km Regalfläche knapp 1.000.000 Werke, davon 750.000 Bücher und 24.000 E-Books. 40 % der Werke sind in französischer Sprache und weitere 40 % in englischer Sprache.

### Die „Presses de Sciences Po“
Die 'Presses de Sciences Po' sind mit 900 Katalogeinträgen, 30 Neuerscheinungen pro Jahr und 10 verschiedenen Reihen einer der größten sozialwissenschaftlichen Verlage Frankreichs.
Der Verlag gibt ebenfalls 6 wissenschaftliche Zeitschriften heraus:
- Critique internationale
- La Revue française de sciences politiques
- La Revue de l’OFCE – Observations et diagnostics économiques
- Vingtième siècle
- La Revue économique
- Mots – Les langages du politique

## Bekannte Absolventen
Zu den Absolventen von Sciences Po zählen 28 ehemalige oder aktuelle Staats- und Regierungschefs, unter anderem die fünf letzten französischen Staatspräsidenten Emmanuel Macron, François Hollande, Nicolas Sarkozy (allerdings ohne Abschluss), Jacques Chirac und François Mitterrand, 13 französische Premierminister (nur sechs der bisherigen 19 Premierminister waren keine Sciences-Po Absolventen) und ein ehemaliger UN-Generalsekretär.
Die Hochschule bildete ebenso 14 CEOs der 40 größten französischen Unternehmen aus. Seit 1958, der Gründung der V. Republik hat die große Mehrheit aller Minister und Botschafter Frankreichs Sciences Po absolviert.

### Staats- und Regierungschefs

#### Weltweit
- Edvard Beneš (1884–1948), Präsident der Tschechoslowakei (1935–1948)
- Hasan Saka (1885–1960), Ministerpräsident der Republik Türkei (1947–1949)
- Paul Biya (* 1933), Präsident von Kamerun seit 1982
- Chandrika Kumaratunga (* 1945), Präsident von Sri Lanka (1994–2005)
- Pierre Trudeau (1919–2000), Premierminister Kanadas (1968–1979), (1980–1984)
- Pierre Werner (1913–2002), Premierminister Luxemburgs (1959–1974), (1979–1984)
- Rainier III. (1923–2005), Fürst von Monaco (1949–2005)
- Salome Surabischwili (* 1952), Präsidentin von Georgien (seit 2018)
- Jonas Gahr Støre (* 1960), Ministerpräsident Norwegens (seit 2021)

#### Frankreich
- Emmanuel Macron (* 1977), Präsident (seit 2017)
- François Hollande (* 1954), Präsident (2012–2017), Vorsitzender der Parti socialiste (1997–2008)
- Jacques Chirac (1932–2019), Präsident (1995–2007), Premierminister (1983–1986, 1986–1988)
- François Mitterrand (1916–1996), Präsident (1981–1995)
- Michel Debré (1912–1996), Premierminister (1959–1962), maßgeblich an der Ausarbeitung der heutigen französischen Verfassung beteiligt
- Maurice Couve de Murville (1907–1999), Premierminister (1968–1969)
- Jacques Chaban-Delmas (1915–2000), Premierminister (1969–1972)
- Raymond Barre (1924–2007), Premierminister (1976–1981)
- Pierre Mauroy (1928–2013), Premierminister (1981–1984)
- Laurent Fabius (* 1946), Premierminister (1984–1986)
- Michel Rocard (1930–2016), Premierminister (1988–1991)
- Édouard Balladur (* 1929), Premierminister (1993–1995)
- Alain Juppé (* 1945), Premierminister (1995–1997)
- Lionel Jospin (* 1937), Premierminister (1997–2002)
- Dominique de Villepin (* 1953), Premierminister (2005–2007), Außenminister (2002–2004), Innenminister (2004–2005)
- François Fillon (* 1954), Premierminister (2007–2012)
- Gabriel Attal (* 1989), Premierminister (2024)

### Internationale Organisationen
- Boutros Boutros-Ghali (1922–2016), UN-Generalsekretär (1992–1996)
- Dominique Strauss-Kahn (* 1949), französischer Industrieminister (1991–1992), Finanz- und Wirtschaftsminister (1997–1999), Direktor des IWF (2007–2011)
- Michel Camdessus (* 1933), Direktor des IWF|Internationalen Währungsfonds (1987–2000)
- Jean-Claude Trichet (* 1942), Präsident der Europäischen Zentralbank (2003–2011)
- Jacques de Larosière (* 1929), Direktor des Internationalen Währungsfonds (1978–1987), Präsident der Europäischen Bank für Wiederaufbau und Entwicklung (1993–1998)
- Nicole Fontaine (1942–2018), Präsident des Europäischen Parlaments (1999–2001)
- Pascal Lamy (* 1947), EU-Kommissar für Außenhandel (1999–2004), Generaldirektor der Welthandelsorganisation (2005–2013)
- Simone Veil (1927–2017), Präsidentin des Europäischen Parlaments (1979–1984)
- Wan Waithayakon (1891–1976), thailändischer Minister und Präsident der Generalversammlung der Vereinten Nationen (1956–1958)
- Astrid Emilie Helle (* 1962), norwegische Diplomatin (Promotion 1994)
- Ghassan Salamé (* 1951), UN-Sondergesandter in Libyen (seit 2017), libanesischer Kulturminister (1999–2003)
- Jean-Pierre Lacroix (* 1960), französischer Diplomat, Leiter der UN-Hauptabteilung Friedenssicherungseinsätze seit 2017
- Olivier Adam, französischer UN-Diplomat, seit 2017 Leiter des UNV
- Anaïs Marin (* 1977), französische Osteuropaexpertin, UN-Sonderberichterstatterin für Belarus seit 2018

### Sonstige Politiker
- Laurent Wauquiez (* 1975), französischer Minister für europäische Angelegenheiten (2010–2012)
- Éric Besson (* 1958), französischer Minister für Einwanderung (2007–2010), Industrieminister (2010–2012)
- Frédéric Mitterrand (1947–2024), Schauspieler, Schriftsteller, französischer Minister für Kultur und Kommunikation (2009–2012)
- Bruno Le Maire (* 1969), französischer Minister für Ernährung, Landwirtschaft und Fischerei (2009–2012)
- Valérie Pécresse (* 1967), französische Ministerin für Hochschulwesen und Forschung (2007–2012)
- Brice Hortefeux (* 1958), französischer Minister für Einwanderung (2007–2009), Arbeitsminister (2009), Innenminister (2009–2011)
- Ségolène Royal (* 1953), französische Familienministerin (2000–2001), Präsidentschaftskandidatin der Parti socialiste 2007
- Íngrid Betancourt (* 1961), kolumbianische Senatorin und Präsidentschaftskandidatin 2002; langjährige Geisel der FARC
- L. Paul Bremer (* 1941), U.S. Administrator im Irak (2003–2004)
- Stéphane Dion (* 1955), kanadischer Minister für Provinz und Bundesbeziehungen (1996–2003), für Umwelt (2004–2006), Leader der Liberal Party (2006–2008)
- Martine Aubry (* 1950), französische Arbeitsministerin (1991–1993, 1997–2001), Vorsitzende der Parti socialiste (seit 2008)
- Jack Lang (* 1939), französischer Kulturminister (1981–1986, 1988–1993), Bildungsminister (1992–1993, 2000–2002)
- Jean-Pierre Chevènement (* 1939), französischer Forschungsminister (1981–1983), Bildungsminister (1984–1986), Verteidigungsminister (1988–1991), Innenminister (1997–2000)
- Austen Chamberlain (1863–1937), britischer Außenminister (1924–1929), Friedensnobelpreisträger 1925
- Caroline von Hannover (* 1957), Prinzessin von Monaco, Tochter der amerikanischen Schauspielerin Grace Kelly und Ehefrau von Prinz Ernst August von Hannover
- Hubert Védrine (* 1947), französischer Außenminister (1997–2002)
- Roland Dumas (1922–2024), französischer Außenminister (1984–1986, 1988–1993)
- Jonas Gahr Støre (* 1960), norwegischer Außenminister (seit 2005)
- Jean-Louis Bourlanges (* 1946), Abgeordneter im Europäischen Parlament, Vizepräsident der französischen Partei UDF
- Roger Ockrent (1907–1983), Kabinettschef in Belgien unter Paul-Henri Spaak
- George Corm, libanesischer Finanzminister (1998–2000)
- Jihad Azour, libanesischer Finanzminister (2005–2008)
- Charles Rizk, libanesischer Justizminister (seit 2005)
- Brad Setser, ehemaliger Deputy Secretary im US Treasury Department
- Afif Safieh (* 1950), palästinensischer Botschafter u. a. in den USA
- Ahmad Kamal, pakistanischer Botschafter u. a. bei den Vereinten Nationen
- Brady Anderson, US-Botschafter u. a. in Tansania
- Francis Orlando Wilcox (1908–1985), stellvertretender Außenminister der USA (1955–1961)
- Alain Destexhe, belgischer Senator
- Olivier Duhamel (* 1950), ehemaliger Abgeordneter im Europäischen Parlament, ehemaliges Mitglied der Europäischen Konvention
- Arnaud Montebourg (* 1962), Industrieminister (2012–2014)

### Wirtschaft und Finanzen
- Henrik Enderlein (1974–2021), deutscher Politik- und Wirtschaftswissenschaftler
- Wilfrid Baumgartner (1902–1978), Gouverneur der Banque de France
- David René de Rothschild (* 1942), Chairman N M Rothschild & Sons
- Louis Schweitzer (* 1942), ehemaliger CEO von Renault
- Michel Bon, ehemaliger CEO von France Télécom und CEO von Carrefour
- Jean-Cyril Spinetta (* 1943), CEO von Air France
- Serge Weinberg (* 1951), CEO von Pinault Printemps Redoute (PPR)
- Agnès Touraine, CEO von Act III Consultants, ehemaliger CEO von Vivendi Universal Publishing
- Gérard Mestrallet (* 1949), CEO von GDF Suez
- Anne-Claire Tattinger, CEO der Société du Louvre
- Thierry Moulonguet, CFO und Executive VP von Renault
- François Roussely, CEO von Credit Suisse France
- Jean-Hugues Bittner, CFO von Morgan Stanley Europe
- Marc Vincent, Direktor von Credit Suisse, ehemaliger Managing Director von Citigroup France
- Gilles Arnaud CFO von Xitec Software
- Michel Gardel, CEO von Toyota France
- Christian Mandl, CEO und Gründer von SkyEurope Airlines
- Gerardo Braggiotti, CEO von Lazard LLC, Italien
- Henri Giscard d’Estaing, CEO von Club Med
- Elizabeth Fleuriot, CEO von Kellogg’s France
- Jean Marc Espalioux, CEO von Accor,
- Laurence Parisot, CEO von IFOP Group,
- Philippe Camus (* 1948), CEO von EADS
- Alain Carron, CFO von Standard & Poor’s in Paris
- Guillaume Pepy (* 1958), CEO von Voyages-sncf.com, General Manager von SNCF.com
- Gerard Hermet, CEO von GFK Marketing
- Javier Santiso, Volkswirt bei der OECD
- William D. Nordhaus (* 1942), US-amerikanischer Wirtschaftswissenschaftler und Träger des Alfred-Nobel-Gedächtnispreises für Wirtschaftswissenschaften

### Kultur, Sport, Journalismus, Literatur, Wissenschaft
- Pierre de Coubertin (1863–1937), Gründer der modernen Olympischen Spiele
- Jean-Marie Colombani, Chef von Le Monde
- Derek Bok (* 1930), Präsident der Harvard University
- Stanley Karnow (1925–2013), Pulitzer-Preisträger
- Grayson Kirk, Präsident der Columbia University (1953–1968)
- Raymond Aron (1905–1983), Philosoph und Soziologe
- Bertrand Badie
- Fernand Braudel (1902–1985), Historiker der Annales-Schule
- Jacques Généreux
- Hala Gorani (* 1970), CNN-Journalistin und Nachrichtensprecherin
- Nicolas Grenier (* 1975), Dichter
- Stanley Hoffmann (1928–2015), Professor an der Harvard University
- Jean Picq
- René Rémond (1918–2007), Historiker und Politologe
- Robert B. Silvers (1929–2017), Ko-Editor des The New York Review of Books
- Anne Sinclair (* 1948), amerikanisch-französische Journalistin
- Nicole Noevers (* 1968), niederländische Fernsehmoderatorin im Deutschen Fernsehen
- Jakob Augstein (* 1967), Verleger der Zeitung der Freitag
- Nikolaus Blome (* 1963), stellvertretender Chefredakteur der Bild
- Pierre Hassner (1933–2018), französischer Politologe, politischer Philosoph und Experte für internationale Beziehungen

### Ohne Abschluss geblieben
- Bernadette Chirac (* 1933), Ehefrau von Jacques Chirac (1932–2019)
- Christian Clavier (* 1952), Schauspieler
- Christian Dior (1905–1957), Modeschöpfer
- Marcel Proust (1871–1922), Schriftsteller
- Nicolas Sarkozy (* 1955), ehem. Präsident der französischen Republik

### Doktorhonoris causa
Sciences Po vergab bisher 26-mal einen Ehrendoktortitel und zwar an folgende Persönlichkeiten:
- 1989 an:
  - Henry Ehrmann, Dartmouth College
  - Albert O. Hirschman (1915–2012), Princeton University
  - Sergio Romano (* 1929), Botschafter

- 1993 an:
  - Boutros Boutros-Ghali (1922–2016), ehemaliger UN-Generalsekretär
  - Karl Dietrich Bracher (1922–2016), Rheinische Friedrich-Wilhelms-Universität Bonn
  - Alexandre Lamfalussy (1929–2015)
  - Theodore Lowi (1931–2017), Cornell University
  - Charles Tilly (1929–2008), New York University

- 2006 an:
  - Robert O. Keohane (* 1941), Princeton University
  - Peter A. Hall (* 1950), Harvard University
  - Mario Monti (* 1943), Università Commerciale Bocconi
  - Mark Granovetter (* 1943), Stanford University
  - Horst Möller (* 1943), Institut für Zeitgeschichte München
  - Edmund Phelps (* 1933), Columbia University

- 2009 an:
  - Václav Havel (1936–2011), Schriftsteller, ehemaliger Präsident der Tschechischen Republik

- 2011 an:
  - Duncan Kennedy, Harvard University
  - Luiz Inácio Lula da Silva (* 1945), ehemaliger brasilianischer Präsident
  - Helen Wallace, LSE

- 2014 an:
  - Arnaldo Bagnasco, Accademia Nazionale dei Lincei
  - Jacques Drèze, Université catholique de Louvain

- 2016 an:
  - Lakhdar Brahimi (* 1934), algerischer Diplomat und Politiker

- 2017 an:
  - Daphne Barak-Erez (* 1965), israelische Richterin
  - Jane Mansbridge (* 1939), US-amerikanische Politikwissenschaftlerin
  - Ibrahima Thioub (* 1955), senegalesischer Historiker, Université Cheikh Anta Diop de Dakar

- 2019 an:
  - Joseph Stiglitz (* 1943), Wirtschaftsnobelpreisträger, Columbia University
  - Viviana Zelizer, US-amerikanische Soziologin, Princeton University
- 2022 an:
  - Elena Zhemkova, Gründerin von Memorial Society

- 2023 an:
  - Angela Merkel (* 1954), ehemalige deutsche Bundeskanzlerin[23]